# Dalheim (Luxemburg)
Dalheim (luxemburgisch Duelemⓘ) ist eine Gemeinde im Großherzogtum Luxemburg und gehört zum Kanton Remich.

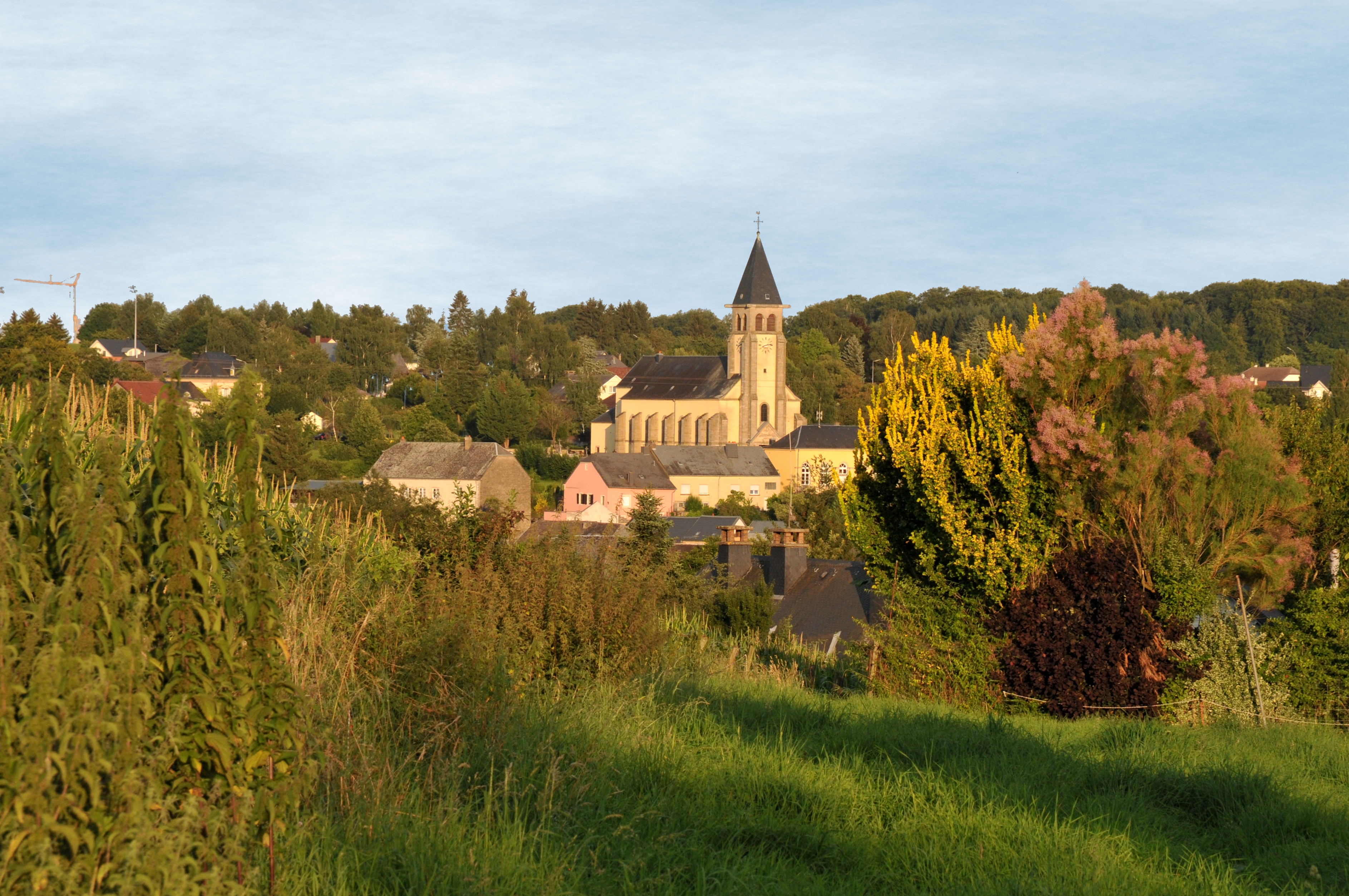
Blick auf die Kirche von Dalheim

## Zusammensetzung der Gemeinde
Die Gemeinde besteht aus folgenden Ortschaften:
- Dalheim
- Filsdorf
- Welfringen

Zur Gemeinde gehören auch die Höfe:
- Buchholzer Hof
- Heidscheuer Hof
- Reckinger Hof

## Geographie
Die Gemeinde Dalheim liegt im Südosten des Großherzogtums Luxemburg und ist umgeben von den Gemeinden Contern, Bous-Waldbredimus, Schengen, Bad Mondorf, Frisingen und Weiler zum Turm.
Sie liegt auf dem südlichen Ausläufer des Luxemburger Sandsteingebietes und der Stein wird auch heute noch in einem Steinbruch bei Altwies abgebaut. In der Gemarkung entspringen insgesamt sechs Quellen. Nördlich der Ortschaft nimmt zudem die „Schlébaach“ ihren Anfang, die über die „Aalbaach“ bei Stadtbredimus in die Mosel fließt. Auch die „Hessléngerbaach“, die südlich von Welfringen entspringt und die „Grondbaach“, die in Filsdorf ihren Ursprung hat, sind über den „Ierpeldengerbaach“ respektive die Gander mit der Mosel verbunden.

## Geschichte

### Römische Zeit
Südlich der heutigen Ortschaft Dalheim, im ehemaligen Stammesgebiet der Treverer, befand sich auf dem höchsten Punkt einer nach Südwesten hin sanft abfallenden Hochebene eine römische Siedlungsstelle, ein sogenannter vicus. Eine Vielzahl keltischer Fundstücke belegen eine spätlatènezeitliche Vorgängersiedlung auf dem Plateau, die bislang jedoch noch nicht lokalisiert werden konnte.
Der gallorömische vicus von Dalheim wurde um zirka 17 v. Chr. als Etappenort im Zusammenhang mit dem Bau der via Agrippa, einer der bedeutendsten Fernstraßen des Römischen Reiches, die von Lyon über Mâcon, Chalon-sur-Saône, Dijon, Langres, Toul, Metz, Dalheim, Trier durch die Eifel nach Köln, führte, gegründet. Der Ort trug den Namen Ricciacum, der mehrfach vor Ort sowie auf der Tabula Peutingeriana überliefert ist. Seine Blütezeit erlebte die in der Provinz Gallia Belgica auf dem Gebiet der civitas Treverorum gelegene Siedlung zwischen dem Ende des 1. und dem 3. Jahrhundert n. Chr. Trotz Zerstörungen während der Germaneneinfälle in der 2. Hälfte des 3. Jahrhunderts ist eine kontinuierliche Besiedlung des Ortes bis in die erste Hälfte des 5. Jahrhunderts gesichert. Danach wurde die Siedlung aufgegeben.
Ricciacum wies beeindruckende öffentliche Bauten (Theater, Thermen und Tempelbezirk) auf, die ihm das Aussehen einer römischen Kleinstadt verliehen. Einige dieser Monumente können heute noch vor Ort besichtigt werden.

### Mittelalter und Neuzeit
Der heutige Ort Dalheim, der sich im Tal zwischen dem „Pëtzel“-Plateau und dem „Péiteschbierg“ erstreckt, wurde in der zweiten Hälfte des 6. Jahrhunderts durch fränkische Zuwanderer gegründet, worauf auch die Ortsnamenendung „-heim“ hinweist. Erstmals urkundlich erwähnt wird der nun Dalheim, also „Das Heim im Tal“, genannte Ort im Jahr 785/786. Im 10. Jahrhundert gelangten die Ortschaften Dalheim, Filsdorf und ein Teil von Welfringen durch eine Schenkung in den Besitz der Abtei Sankt Maximin in Trier, so dass die eigentliche Grundherrschaft der Meierei Dalheim in den Händen der Abtei lag. Die vom Abt von Trier ernannter Vögte für den Bereich um Dalheim waren die Herren von Roussy. Zu deren Amtsbereich gehörten unter anderem die Dörfer Dalheim, Filsdorf, Altwies und Welfringen. Seit 1495 wurde der Herrenhof auf Lebenszeit, ab dem Ende des 16. Jahrhunderts dann auch auf Zeit verpachtet. Damit endete dann auch die Eigenbewirtschaftung des Herrenhofes durch die Abtei St. Maximin. Während des Dreißigjährigen Krieges wurde beinahe das komplette Dorf zerstört. Auch im nachfolgenden Holländischen Krieg zwischen 1672 und 1678 wurde Dalheim und seine Umgebung in Mitleidenschaft gezogen. 1680 wurde die Herrschaft Roussy von Frankreich besetzt und infolgedessen wurde auch Dalheim bis 1769 französisch.
Mit dem Einrücken der französischen Revolutionstruppen 1795 wurde das Herzogtum Luxemburg als „Département des Forêts“ an die Erste Französische Republik angegliedert. Die Meierei Dalheim wurde zur „Commune de Dalheim“ (Gemeinde Dalheim), als deren erster Bürgermeister Nicolas Amma ernannt wurde. 1797 wurden der Code civil auf Luxemburg angewendet, womit die alten Strukturen abgeschafft und durch ein einheitliches Recht ersetzt wurden. Dalheim war fortan von Remich abhängig. Ab 1814, nach dem Zusammenbruch des Napoleonischen Reiches, gehörte Dalheim zu neu geschaffenen Großherzogtum Luxemburg, das unter Niederländischer Herrschaft stand.

## Sehenswertes

### Der gallorömische vicus von Dalheim auf „Pëtzel“
Auf dem Plateau nördlich der heutigen Ortschaft Dalheim, direkt an der Dreikantonstraße (N13) von Filsdorf nach Dalheim, sind die Überreste der römischen Siedlung zu besichtigen. Hier wurden die archäologischen Ausgrabungen des Musée national d’histoire et d’art aus den Jahren 1977–1981 veranschaulicht. Der sichtbare Bereich umfasst einige typische Wohnquartiere einer solchen Ansiedlung, sogenannte Streifenhäuser sowie einen Teil der bedeutenden römischen Fernstraße, der via Agrippa. Im vorderen Teil der Streifenhäuser befanden sich die Läden und Tavernen, die sich zur Straße hin öffneten. Im rückwärtigen Bereich lagen die Werkstätten sowie ein kleiner Garten mit Brunnen.
Die Funde der Ausgrabungen befinden sich heute im Musée national d’histoire et d’art in Luxemburg-Stadt.

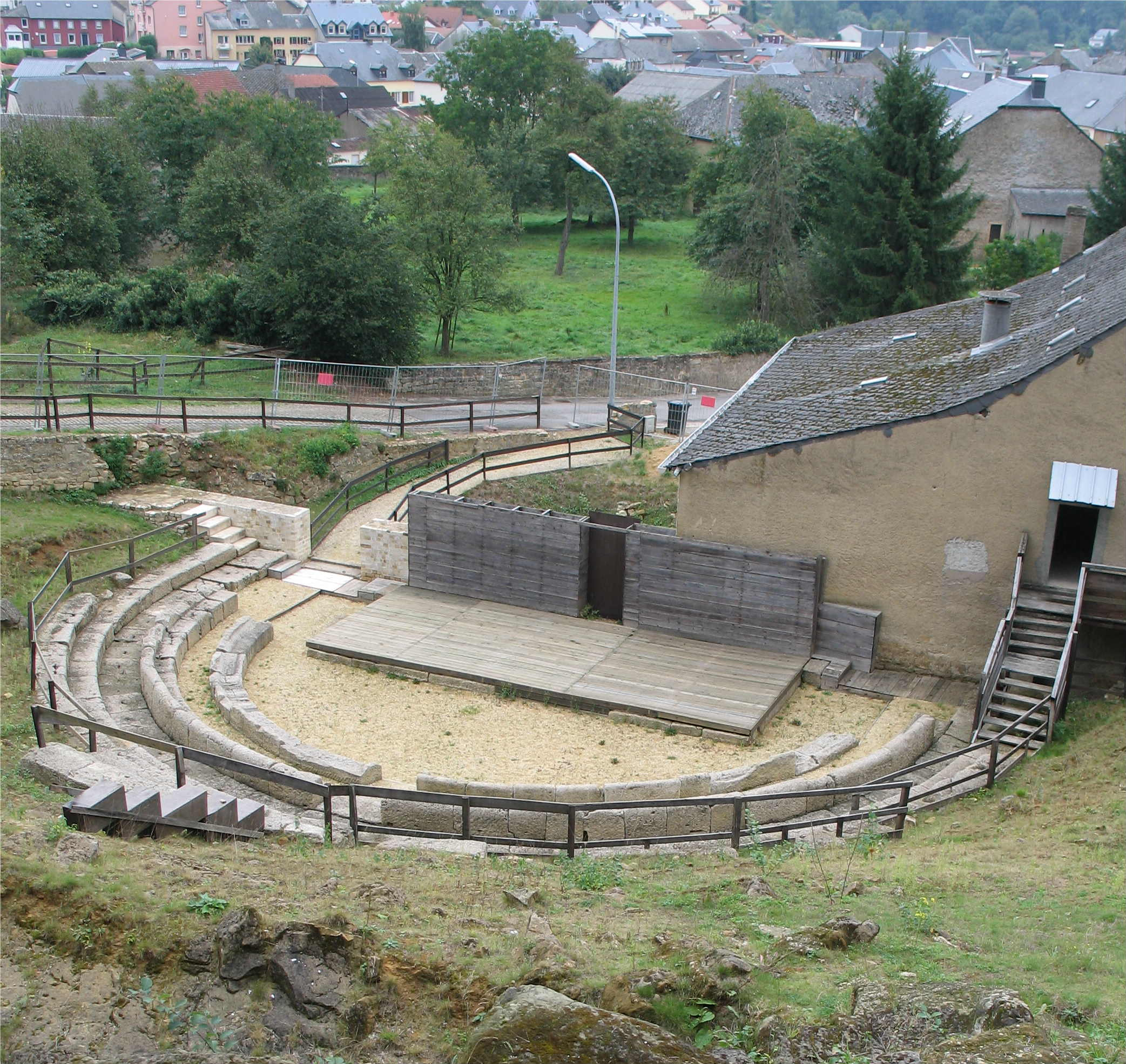
Gallorömisches Theater Dalheim

### Das gallorömische Theater
Im Tal, unmittelbar unterhalb des Hochplateaus, liegt das gallorömische Theater, dessen Entdeckung auf das Jahr 1985 zurückgeht. Es wurde während mehrerer Grabungskampagnen zwischen 1999 und 2007/2008 fast vollständig untersucht und freigelegt.
Das Theater wurde Anfang des 2. Jahrhunderts n. Chr. in eine durch einen Steinbruch entstandene Ausbuchtung im Fels gebaut. Nach mehreren Umbauphasen wurden gegen Ende des 2. Jahrhunderts die Sitzreihen aus großen Steinblöcken, von denen heute noch insgesamt 8 erhalten sind, eingefügt. Bei den durch Rücken- bzw. Arm- und Rückenlehnen ausgezeichneten beiden vorderen Reihen handelt es sich um Ehrenplätze. Es ist sogar der bislang einzige sichere Nachweis solcher Ehrenränge in Gallien. Das Theater bot damals über 3500 Menschen Platz, ehe es am Ende des 3. Jahrhunderts nicht mehr in seiner ursprünglich gedachten Form, als Spiel- und Versammlungsstätte verwendet wurde.

### Die Thermen und der Fortuna-Altar
Die öffentlichen Thermen, die sich in der Ortsmitte von Dalheim an der Kreuzung zwischen Hossegaass und Kettengaass befinden, wurden 2003/2004 bei Sondierungsgrabungen entdeckt und in den Jahren 2008 und 2009 näher untersucht. Es wurden einige Räume der Thermenanlage, unter anderem das Kaltbad (frigidarium) und ein, durch einen überdachten Säulengang (porticus) umstandener Außenbereich, nachgewiesen werden. Die öffentliche Bäderanlage wurde wohl Ende des 1. oder Anfang des 2. Jahrhunderts gebaut. Bei einem Brand Mitte des 4. Jahrhunderts wurde das Bad zerstört und anschließend nicht wieder aufgebaut. Aus dieser Brandschicht stammt ein Weihealtar für die Göttin Fortuna mit einer Inschrift aus der Mitte des 3. Jahrhunderts, die eine Reparatur der porticus nach einem „Barbarenüberfall“ erwähnt. Dieser Reliefblock gehört zu den bedeutendsten Fundstücken aus Dalheim, da er den Namen der Bewohner des Ortes, der vicani Riccienses (Einwohner von Ricciacum), nennt.
Die Thermenanlage liegt heute unter einer kleinen Parkanlage und die Mauerstrukturen wurden durch unterschiedliche Bepflanzung sichtbar gemacht.
Im angrenzenden Gebäude befindet sich heute das Centre régional de recherche archéologique Dalheim, zu dessen Aufgaben unter anderem die wissenschaftliche Aufarbeitung des vicus von Dalheim gehört.

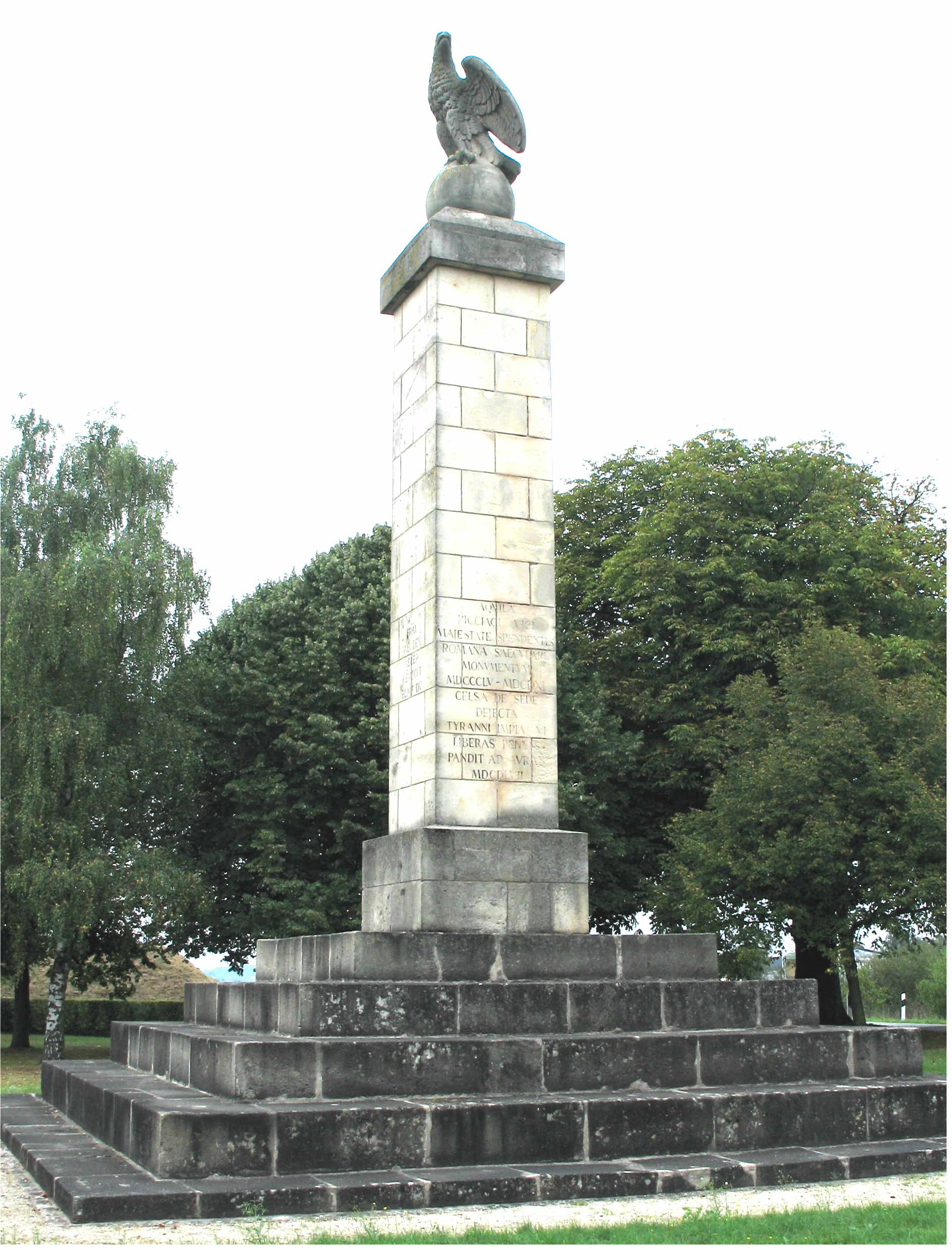
Adlermonument

### Das Adlermonument
Um an die Ausgrabungen des 19. Jahrhunderts in der römischen Siedlung zu erinnern, wurde 1855 das sogenannte Adlermonument am nördlichen Rand des Plateaus errichtet. Seine Grundsteinlegung fand am 28. Mai im Beisein von Wilhelm III., König der Niederlande und Großherzog von Luxemburg, statt. Seitdem ist „der Adler“, wie er im Volksmund genannt wird, das Wahrzeichen Dalheims.
Das 14 m hohe Monument besteht aus einem gestuften, quadratischen Sockel auf dem eine ebenfalls quadratische Säule steht. Bekrönt wird diese durch mächtige schwarze Quader, angeblich Überreste des in der Nähe gefundenen spätantiken burgus, über denen ein Adler mit gespreizten Flügeln auf einer Kugel sitzt. Auf Geheiß der deutschen Truppen wurde das Monument 1940 gesprengt um nicht als Referenzpunkt für die französischen Geschosse zu gelten. Erst 1956, nach einjähriger Restaurierungsarbeit, wurde es wieder errichtet.

### Die Kirche von Dalheim
Die 1743 errichtete St.-Peter-und-Paul-Kirche in Dalheim liegt auf dem „Péiteschbierg“ hoch über dem Dorfkern. Sie besticht vor allem durch ihre einzigartigen Fresken aus der 2. Hälfte des 18. Jahrhunderts die von dem Luxemburger Maler Johann Georg Weiser im Auftrag der Abtei Sankt Maximin angefertigt wurden und einen Kreuzweg mit 14 Stationen bilden.
Wie auch das Adlermonument wurde der Glockenturm 1940 gesprengt. Hierbei erlitt auch die restliche Kirche schwere Schäden. Sie wurde erst in den 1950er Jahren wieder instand gesetzt.

### Die Kirche von Filsdorf
Die St.-Antonius-Kirche von Filsdorf stammt aus dem 19. Jahrhundert. Die prachtvollen Glasmalereien ihrer Fenster wurden 1893 in Auftrag gegeben. Neben den rein ornamental verzierten Scheiben bestechen vor allem das „Herz Jesu“ und das „Herz Mariä“ Fenster durch ihre Leuchtkraft.

### Die Kapelle von Welfringen
Die ursprüngliche St. Wendelin Kapelle von Welfringen wurde 1721 erbaut, dann aber 1928 wegen Altersschwäche abgerissen und 1930 durch eine neue Kapelle, die von Ehrenstaatsarchitekt Jean-Pierre Knepper geplant wurde, ersetzt. Sehenswert ist vor allem der Hochaltar aus dem Jahr 1709, angefertigt von Nic Greeff-Roesdorf aus Altwies mit einem Aufsatz von Nic Greef-Greisch aus dem Jahr 1741.

## Söhne und Töchter
- Claudius Lacroix (1652–1714), Jesuit, Philosoph und Theologe
- Jean Alfonsetti (1908–1984), Radrennfahrer